# Tokunoshima
Tokunoshima (徳之島町?, Tokunoshima-chō) è una cittadina giapponese della Sottoprefettura di Ōshima, che fa parte della prefettura di Kagoshima. Si trova nella parte orientale dell'omonima isola di Tokunoshima, una delle isole Amami, che sono situate nell'estremo sud del paese e nella parte centro settentrionale dell'arcipelago delle Ryūkyū. Insieme ad altre municipalità delle Amami forma il Distretto di Ōshima.
A tutto il 1º luglio 2012, Tokunoshima aveva 11.848 abitanti distribuiti su una superficie di 104,87 km², per una densità di 112,98 ab./km².